# Hummelsbach (Dickelsbach)
Der Hummelsbach ist ein gut 5 Kilometer langer Bach auf dem Gebiet der Stadt Ratingen im nordrhein-westfälischen Kreis Mettmann. Er ist ein rechter Nebenfluss des Dickelsbachs, der in Duisburg in den Rhein mündet. Sein Unterlauf fließt auf 1½ Kilometern durch zwei Naturschutzgebiete.

## Geographie

### Verlauf
Der Hummelsbach entspringt in der Ratinger Gemarkung Breitscheid südlich der Landesstraße 441 (Essener Straße). Nach Unterqueren der Straße fließt er in westsüdwestliche Richtung südlich an den Ortsteilen Schneeweiß und Langenkamp vorbei, wo ihm von links der Mückshofer Bach zufließt. Bei Linnep ist er zur Gräfte von Schloss Linnep aufgestaut. Danach unterquert er die Autobahn A 3 südöstlich des Autobahnkreuzes Breitscheid. Südwestlich der Autobahn beginnt das Naturschutzgebiet Hummelsbach, wo ihm bei Kilometer 1,4 von rechts der Kokesch Bach und von links der Sondertbach zufließen. Südwestlich davon – nunmehr in der Gemarkung Lintorf – schließt sich das Naturschutzgebiet Ratinger Waldsee an, wo der Bach nördlich am Ratinger Waldsee vorbeifließt. Kurz hinter dem See biegt der Bach nach Süden ab und mündet nach Unterqueren der Landesstraße 139 (Krummenweger Straße) von rechts in den Dickelsbach.

### Zuflüsse
- Apelrather Graben, von rechts bei Apelrath
- Siepenkother Graben, von links bei Haus Linde
- Mückshofer Bach, von links am Linneper Pastorat
- Linneper Bach, von links bei Haus Linnep
- Kokesch Bach, von rechts gegenüber Krummenweg
- Sondertbach, von links bei Krummenweg
- Waldseegraben, von rechts bei Lintorf gegenüber dem Ratinger Waldsee